# Чивилаанеби
Чивилаанеби (груз. ჭივილაანები) — село в Грузии, на территории Душетского муниципалитета края (мхаре) Мцхета-Мтианети.

## География
Село находится в северо-восточной части Грузии, на левом берегу реки Аркалы, на расстоянии приблизительно 5 километров (по прямой) к северо-северо-западу от города Душети, административного центра муниципалитета. Абсолютная высота — 938 метров над уровнем моря.

## Население
По результатам официальной переписи населения 2014 года в Чивилаанеби проживало 17 человек (10 мужчин и 7 женщин). В национальной структуре населения грузины составляли 100 %.
| Год  | Население, человек |
| ---- | ------------------ |
| 2002 | 26                 |
| 2014 | ↘ 17               |